# Impéria (casa automobilistica)
Impéria è stata una casa automobilistica belga fondata nel 1904 da Adrien Piedbœuf, specializzata nella costruzione di veicoli da corsa e di lusso. Chiusa nel 1958 e rilanciata nel 2008, fallì definitivamente nel 2016.
Il suo stabilimento di Nessonvaux è stato uno dei tre soli edifici mai costruiti al mondo con un circuito automobilistico sul tetto, assieme al Lingotto di Torino ed al Palacio Chrysler di Buenos Aires.

## Storia

### Gli inizi (1904-1914)
Proprietario di un'officina per la costruzione di motociclette e di vetture a Liegi, nel 1907 Adrien Piedbœuf si trasferisce a Nessonvaux (oggi parte del comune di Trooz), nella fabbrica di Henri Pieper. Quest'ultimo, fabbricante d'armi e inventore della prima automobile ibrida elettrica dotata di motore "petroleo-elettrico", aveva infatti lasciato Liegi, dove si era originariamente stabilito, per collocarsi più vicino alle proprie fucine.
Vengono originariamente prodotti tre modelli. Uno di essi, nel 1910, raggiunge i 144 km/h sul circuito di Brooklands, nei pressi di Weybridge, nella zona ovest di Londra. Nel 1912, l'azienda si fonde con il costruttore di automobili belga Spinguel. La fabbrica di Nessonvaux comincia a produrre centinaia di auto all'anno, fra cui la Abadal, modello che prende il nome dall'omonimo ex ciclista spagnolo, e che si ispira ad alcuni esemplari sportivi di Hispano-Suiza.

### Ripresa e declino (1918-1958)

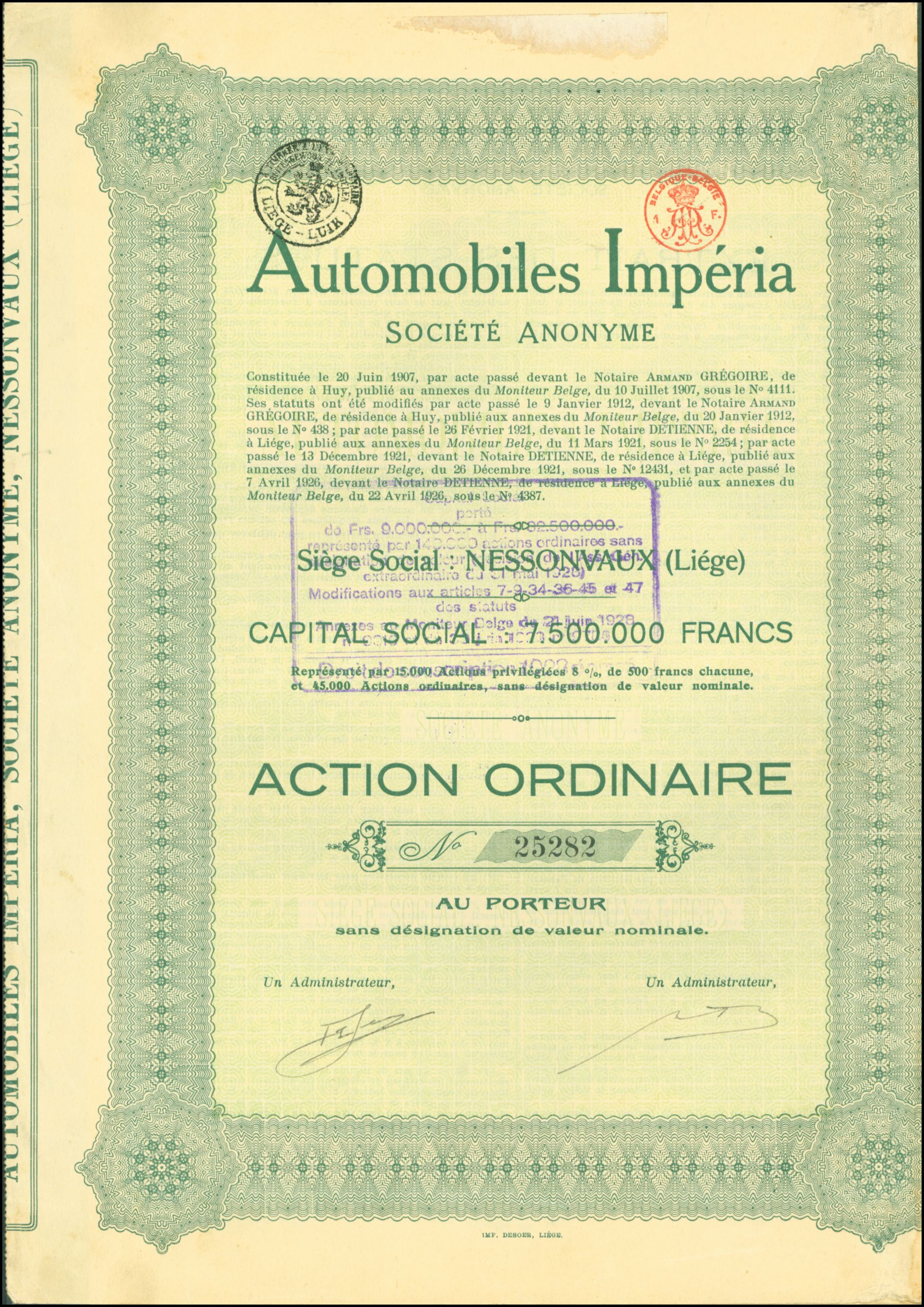
Azione di Automobiles Imperia SA, emessa il 22 aprile 1926.

Dopo l'interruzione imposta dalla Prima Guerra Mondiale, la produzione riprende sotto la nuova denominazione di Imperia-Abadal. Il nuovo proprietario, Mathieu van Roggen, propende per un'intensificazione della produzione, orientata in particolar modo verso le vetture leggere, meno costose.
Nel 1923 viene lanciata la 1100, con un motore infrangibile senza valvole, funzionante a 4500 giri/min; nel 1927 nasce invece una sei cilindri da 1650 cm³.
Van Roggen, per far fronte alla concorrenza straniera dei costruttori (alcuni dei quali si insediano proprio in Belgio) decide di formare un grande consorzio. A tal fine, nel 1927 acquistò i costruttori La Métallurgique  e Compagnie Nationale Excelsior e, nel 1928, il costruttore Nagant. Nel 1929 diviene invece azionario della casa costruttrice francese Voisin.
Nel 1928 viene costruita una pista di prova sui tetti della fabbrica. La crisi del 1929 rallentano però lo sviluppo e le attività dello stabilimento.
Nel 1934, Van Roggen acquista il marchio Minerva, in fallimento, specializzato nelle auto extralusso, complicate e molto care da produrre. Van Roggen può contare su uno stock di pezzi di ricambio avanzati a seguito del fallimento, e continua quindi a produrre alcune Minerva fino al 1938. A partire dal 1936, a Nessonvaux viene appunto prodotto un prototipo di Minerva extralusso (3,6 litri a trazione anteriore con cambio automatico)
Alla fine degli anni '30, Impéria conta ben 700 operai e produce undici vetture al giorno.
La fabbricazione su licenza Adler prosegue fino allo scoppio della Seconda Guerra Mondiale, che interrompe la produzione di quella che sarebbe dovuta essere una delle automobili più moderne del periodo interbellico. La fabbrica viene inoltre requisita dall'esercito tedesco: vi verrà prodotta l'ultima automobile di serie belga.
Nel 1947 viene ripresa la costruzione di automobili e moto su licenza Adler, affiancata dall'assemblaggio di vetture inglesi del marchioStandard (modello Standard 8), oltre a Triumph TR2 decappottabili e alcune Alfa Romeo 1900.
Nel 1949 Impéria produce il suo ultimo modello, e nell'agosto 1958, a causa della scarsa competitività sul mercato mondiale, la fabbrica chiude i battenti.

### Il tentativo di rilancio (2008)
Nel 2008, una nuova azienda con sede a Sart-Tilman (Belgio) ha assunto il nome Imperia e ha annunciato l'uscita dell'Imperia GP, la prima roadster con motore ibrido (tecnologia PowerHybrid). Il design degli interni e degli esterni del veicolo è stato eseguito interamente in Belgio dal designer belga Denis Stevens. La commercializzazione, inizialmente prevista per il 2013 è posticipata alla fine del 2015.
Tuttavia, nell'aprile 2016 Imperia viene dichiarata fallita.

## Il circuito automobilistico sul tetto
Nei primi due decenni di attività dello stabilimento, le vetture Impéria venivano collaudate direttamente sulle strade cittadine di Nessonvaux. Poiché le prove dei veicoli avevano provocato alcuni incidenti e numerose lamentele, la proprietà stabilì di costruire un proprio circuito di prova interamente contenuto entro i terreni di pertinenza dello stabilimento.
Stante l'esiguità dello spazio a disposizione (la fabbrica era stretta tra due dossi collinari) il circuito fu progettato in modo da percorrere una larga curva su un terreno in pianura che circondava un campetto da calcio a disposizione dei dipendenti, per poi elevarsi di quota e salire al di sopra dei tetti della fabbrica, dove veniva percorso uno stretto rettilineo racchiuso tra due curve sopraelevate.
Il circuito, costruito nel 1928, aveva una lunghezza di circa 1 Km e consentiva di raggiungere velocità di 144 Km/h. I filmati d'epoca mostrano che veniva percorso in senso antiorario. Alcune testimonianze riportano che i cittadini di Nessonvaux avevano l'abitudine di recarsi sulla collina prospiciente per assistere dall'alto al collaudo dei veicoli. 
Il circuito è attualmente in stato di forte degrado, sebbene sussistano tuttora tutte le sue strutture sopraelevate, incluse le due curve. È inoltre a grave rischio di demolizione a causa degli interessi speculativi che gravano sulla zona, anche a causa della mancata assegnazione della tutela storico-paesaggistica alla fabbrica.

## Modelli

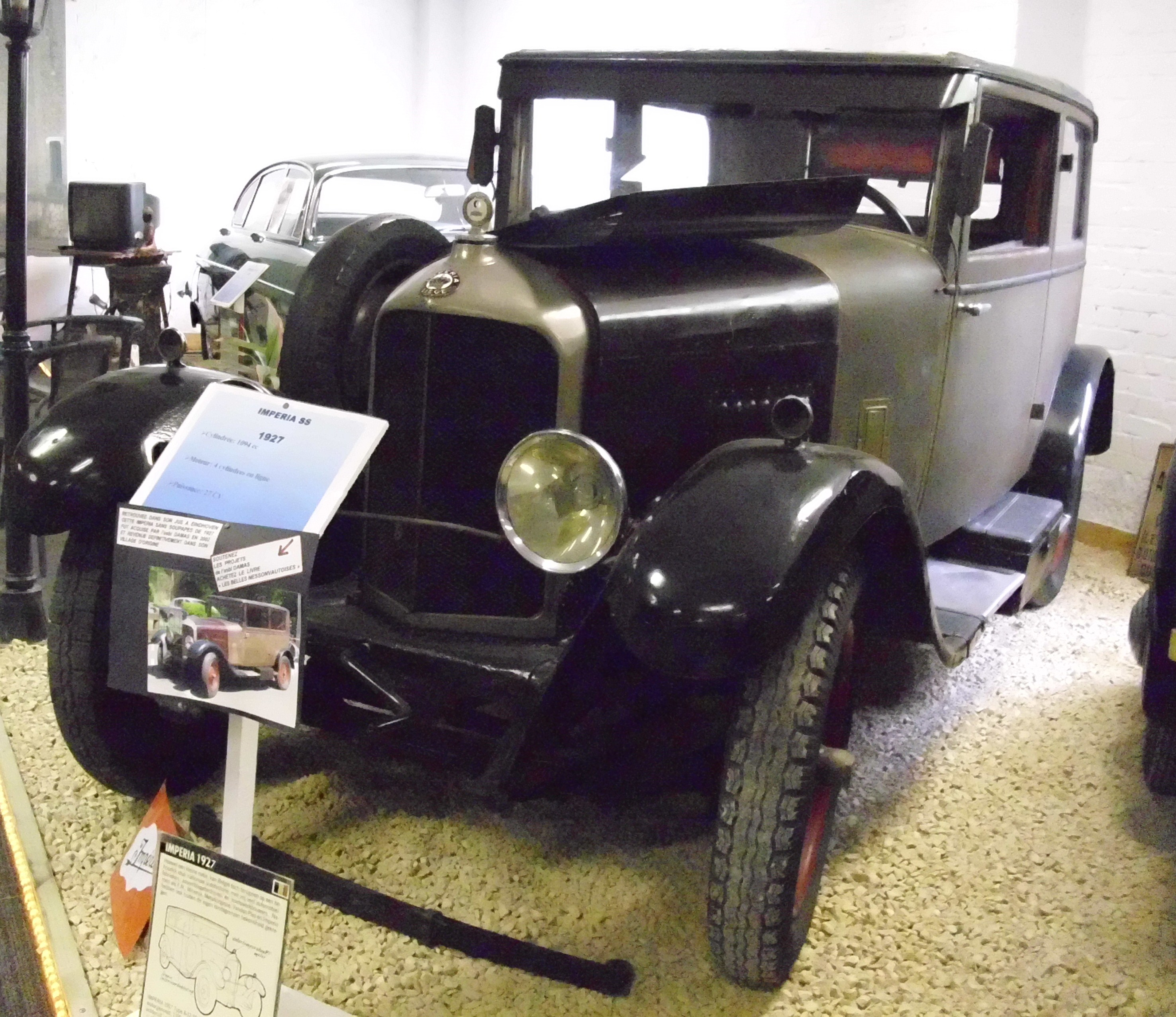
Impéria 1927
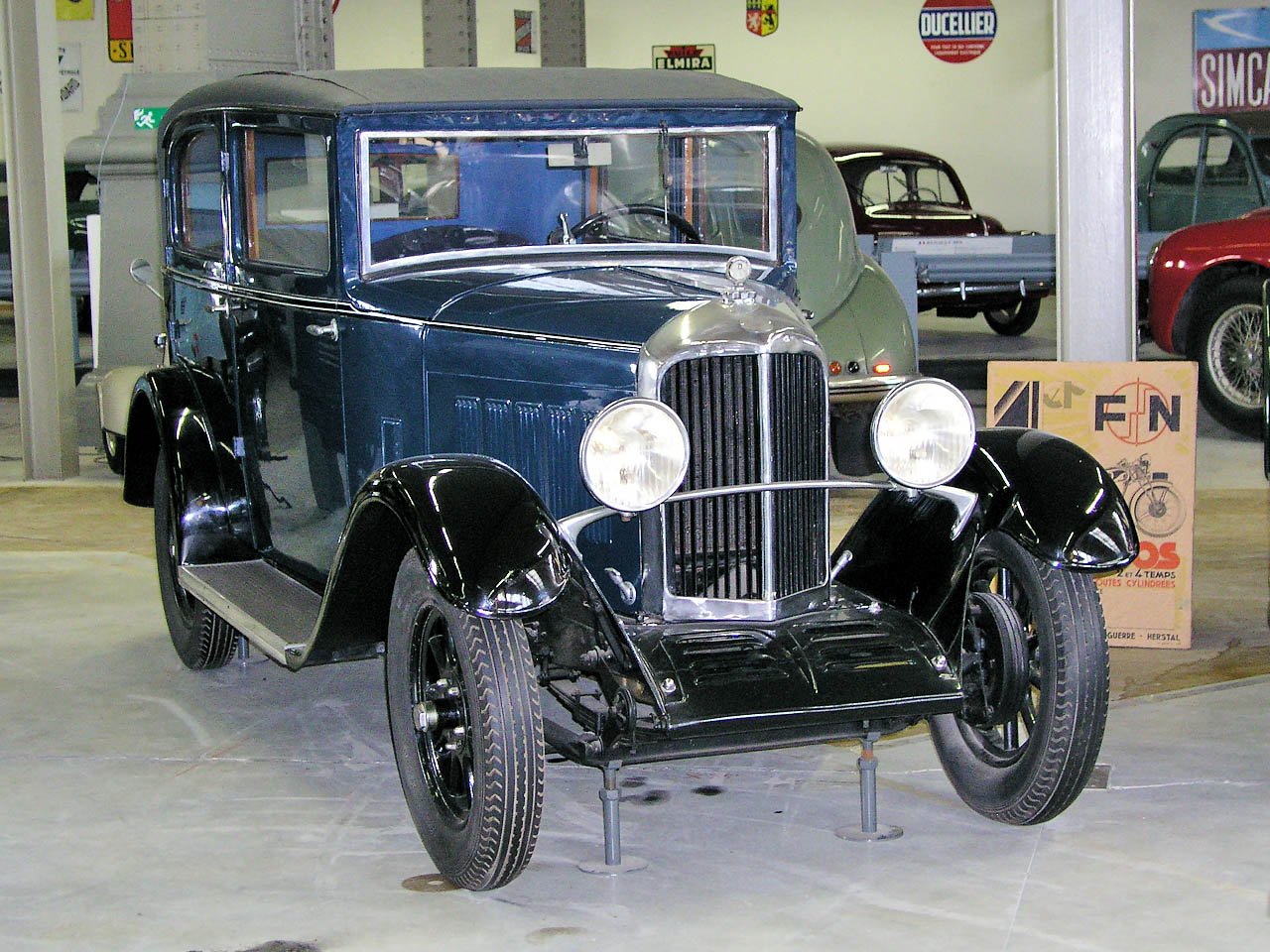
Impéria 1932 4 cilindri
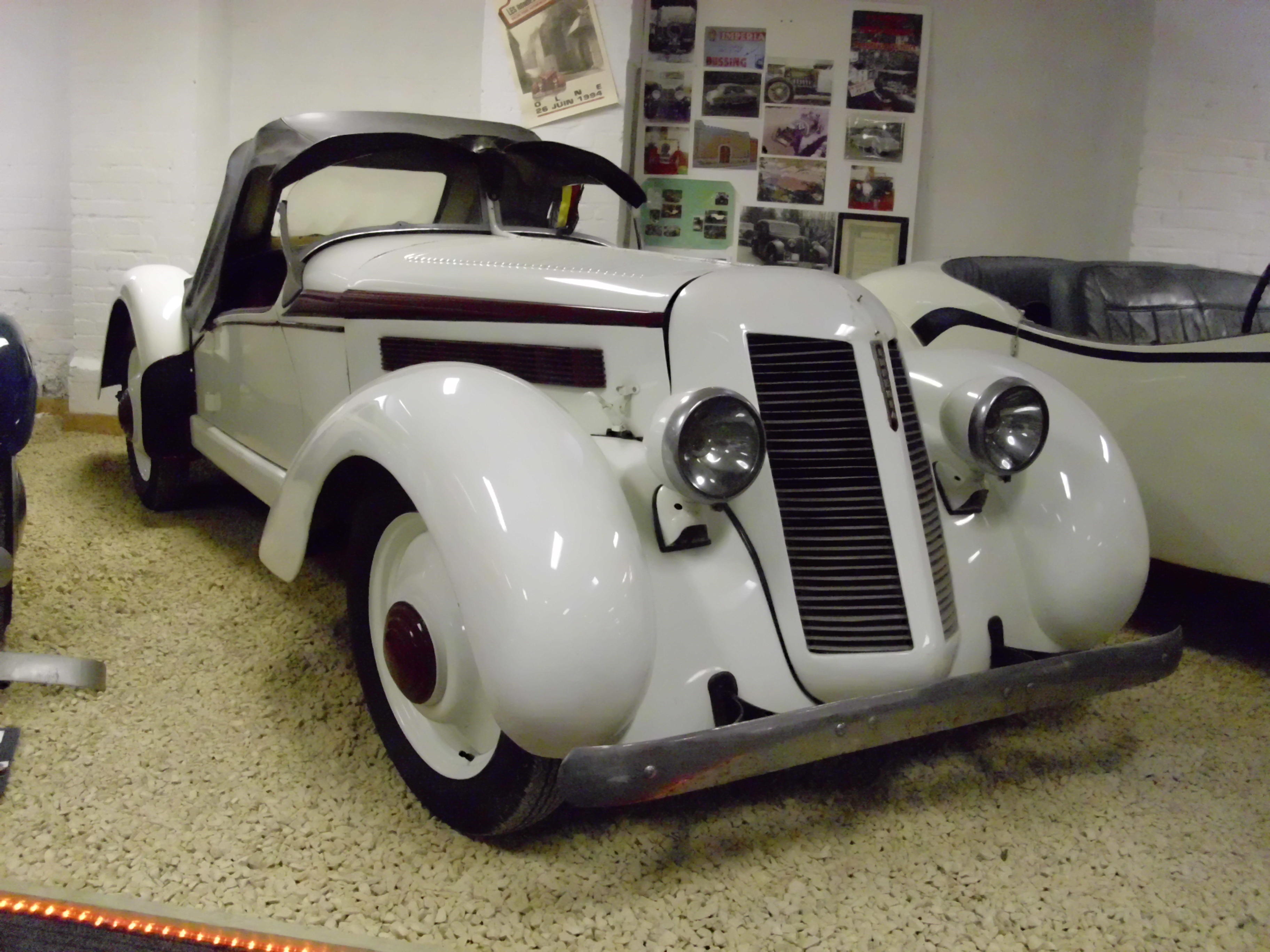
Impéria 1934-1939
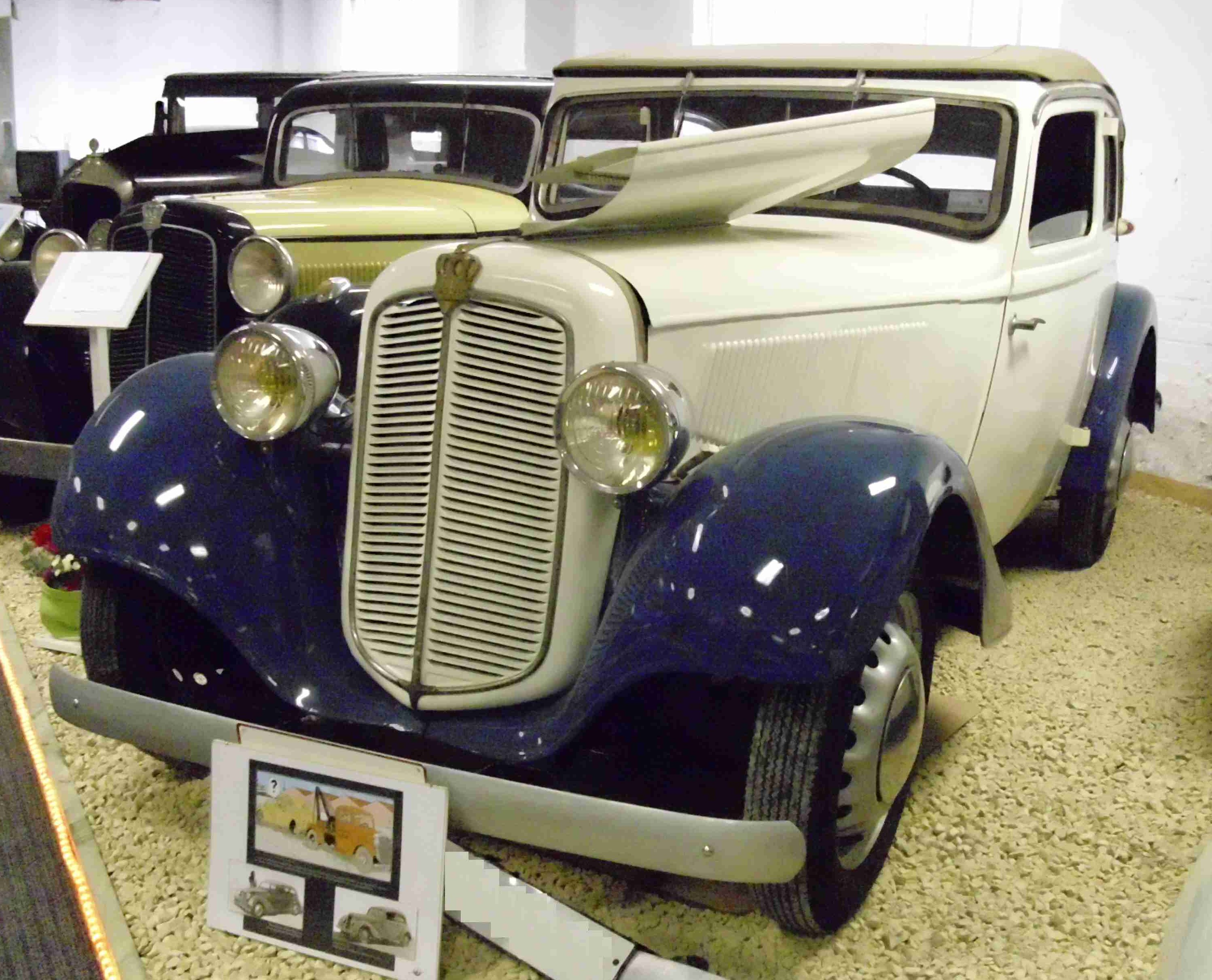
Impéria 1937
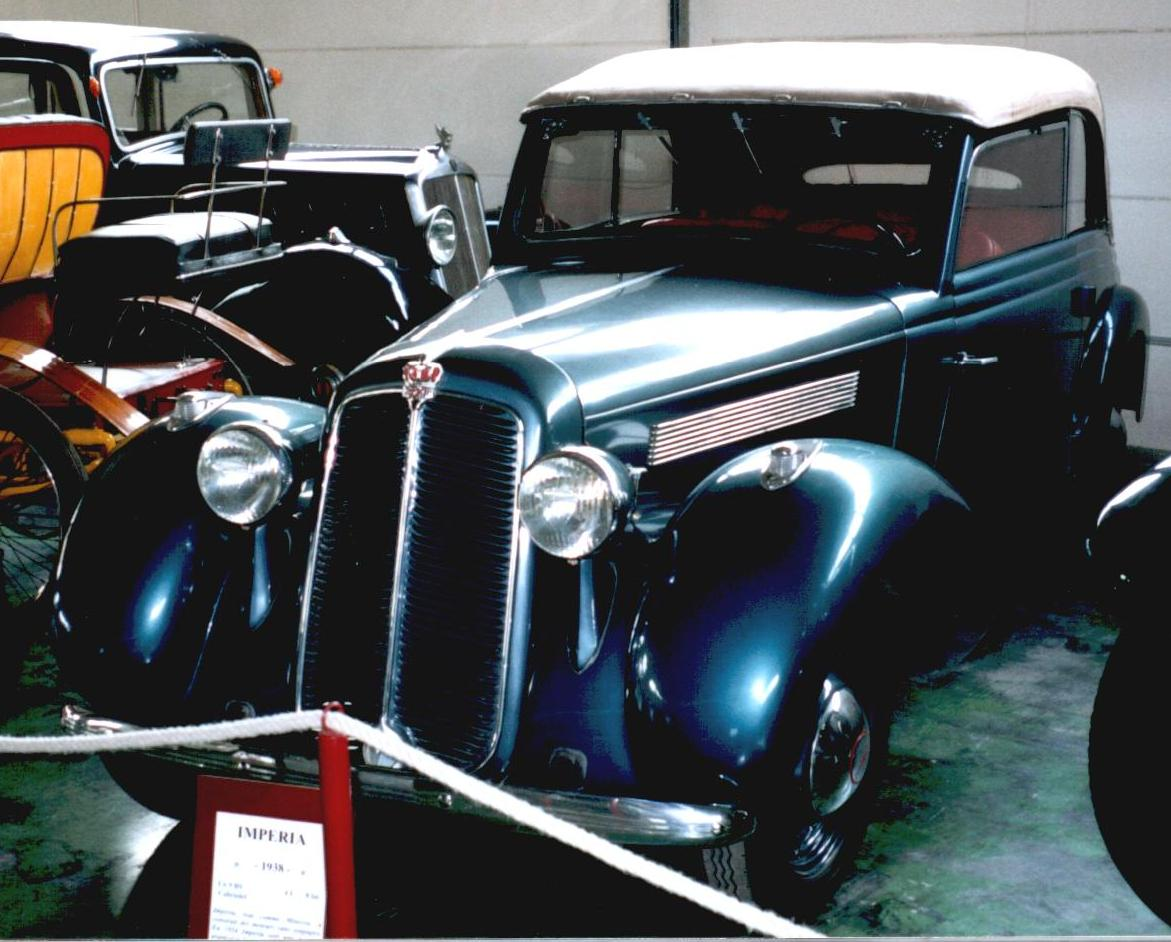
Impéria 1938
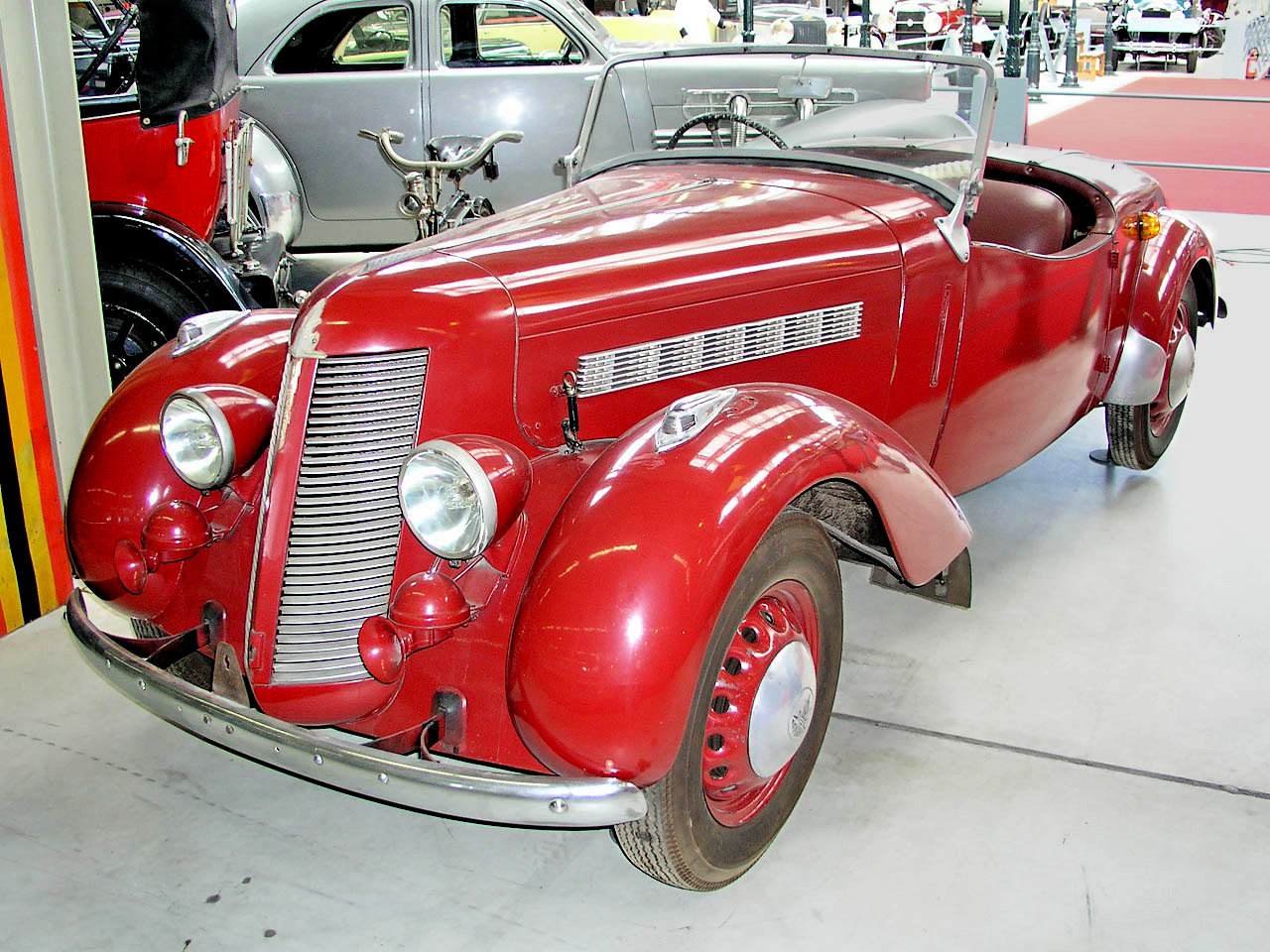
Impéria 1948 TA-8 Sport
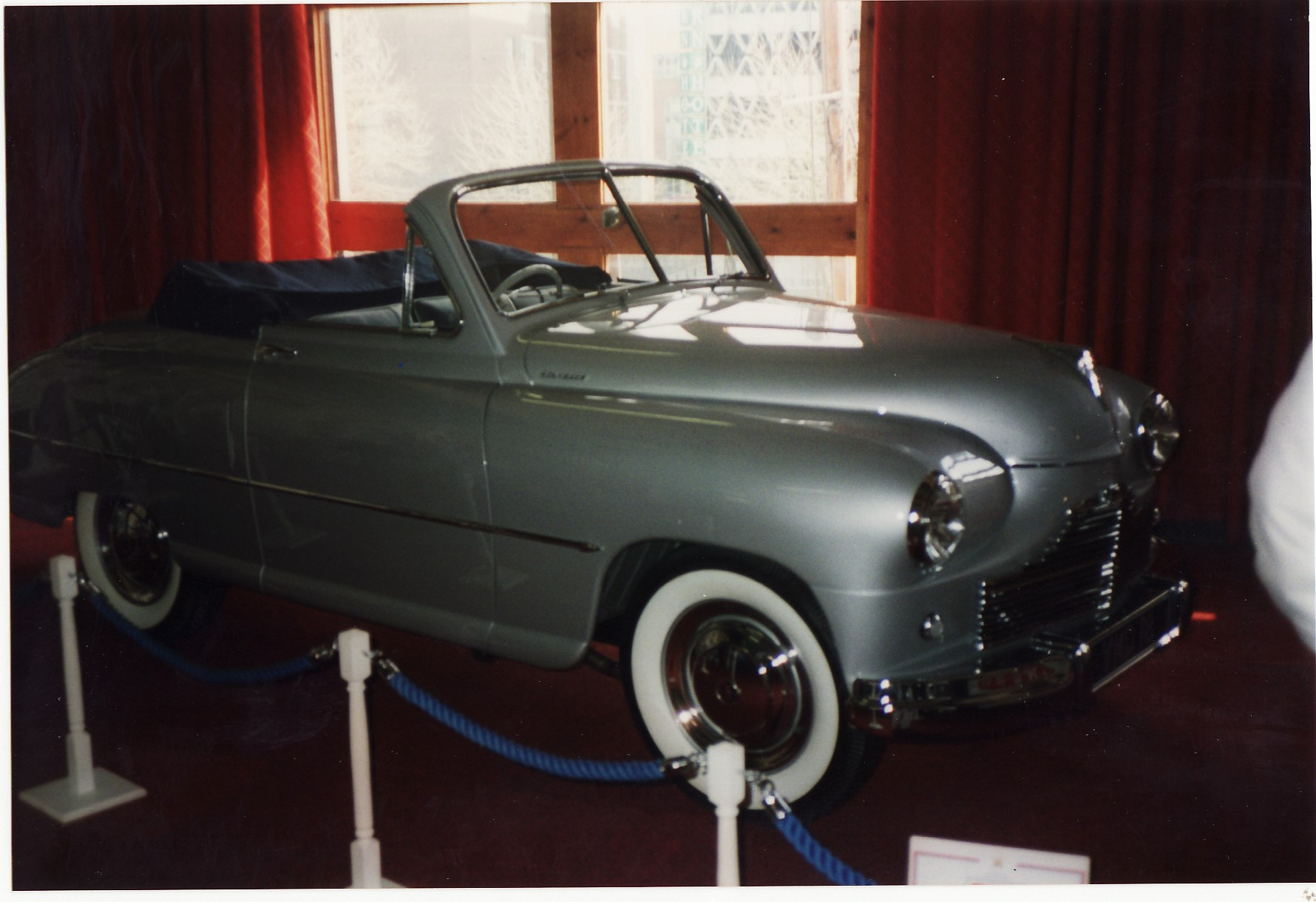
Impéria Standard Vanguard Convertibile
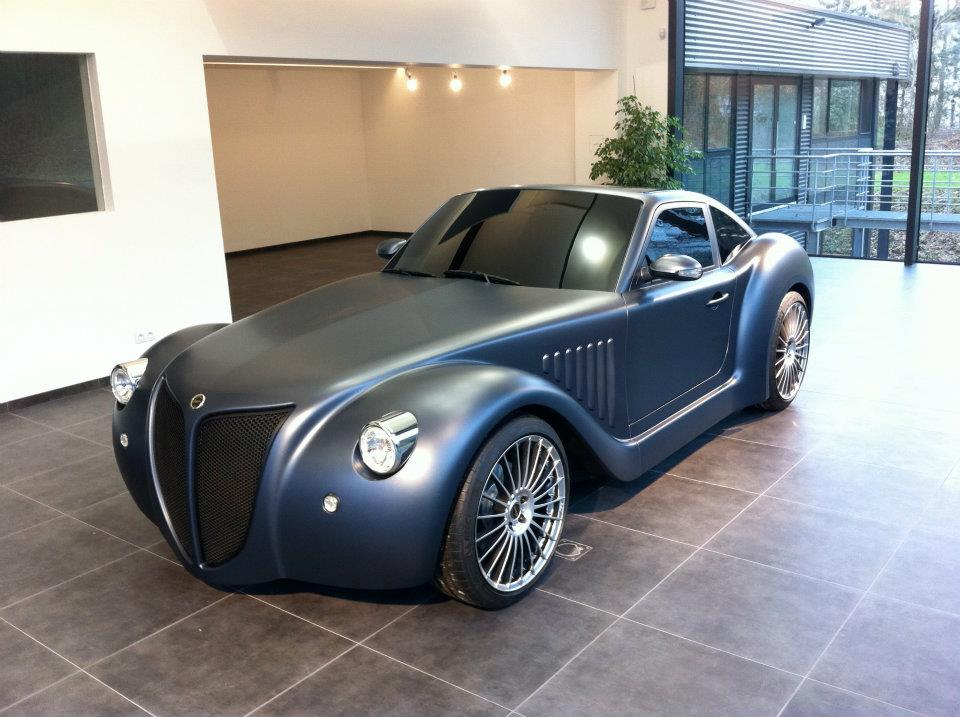
Impéria GP (2012)

## Corse automobilistiche
La Prima Guerra Mondiale pone un freno allo sviluppo dell'intera economia europea, ma attraverso il nascente entusiasmo per le competizioni automobilistiche, il marchio di Liegi riesce ad affermare il proprio potenziale, le proprie qualità e i propri successi.
Imperia ha infatti stabilito la propria fama internazionale anche grazie ai suoi risultati sportivi, in particolare sul circuito giovanile di Spa-Francorchamps:
- 1913: vincitore del Gran Premio del Belgio
- 1922: vincitore del Gran Premio del Belgio con mezz'ora di vantaggio;
- 1925: 1°, 2°, 4° e 5°, nella categoria 1.100 cm 3 alla 24 ore di Spa;
- 1929: Eifelrennen, con H. Metz, su Sport+ 3.0L;
- 1930: vincitore della Coppa del Re nella 24 ore, con berline di serie;
- 1930: 5° nel Gran Premio d'Europa su un 6 cilindri da 1.500 cc, dietro a quattro Bugatti;

## Museo Impéria
Nel giugno 2008 viene inaugurato il museo Impéria nei locali che ne ospitavano la produzione.

## Patrimonio immobiliare
Nel 2003 viene proposta la tutela storico-paesaggistica della fabbrica, ma la Regione Vallonia si limita alla sola tutela della facciata.
Nell'ottobre 2016, il sindaco di Nessonvaux dichiara che il sito sarà oggetto di un vasto progetto immobiliare "ad alte prestazioni energetiche".

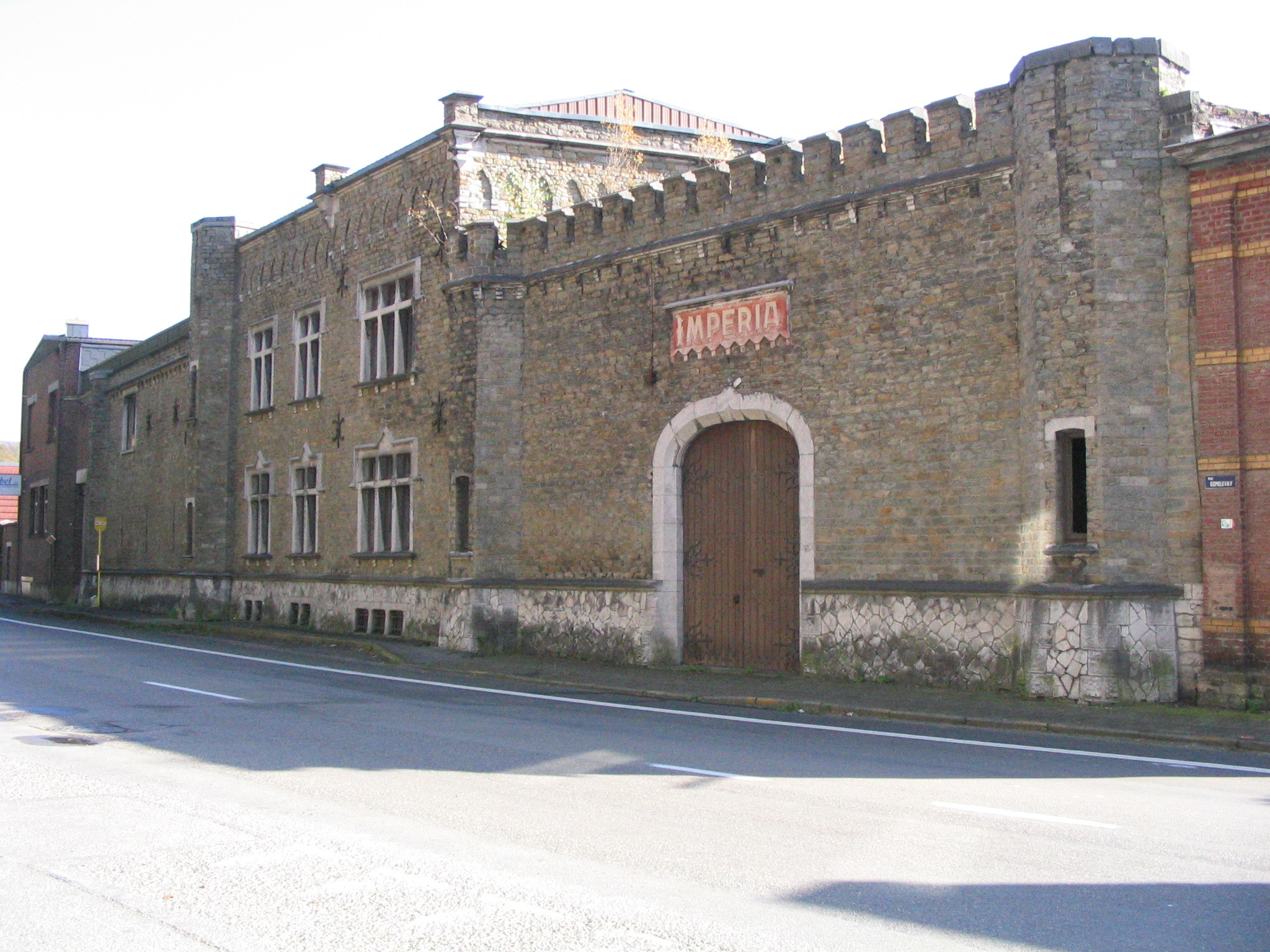
Facciata dello stabilimento
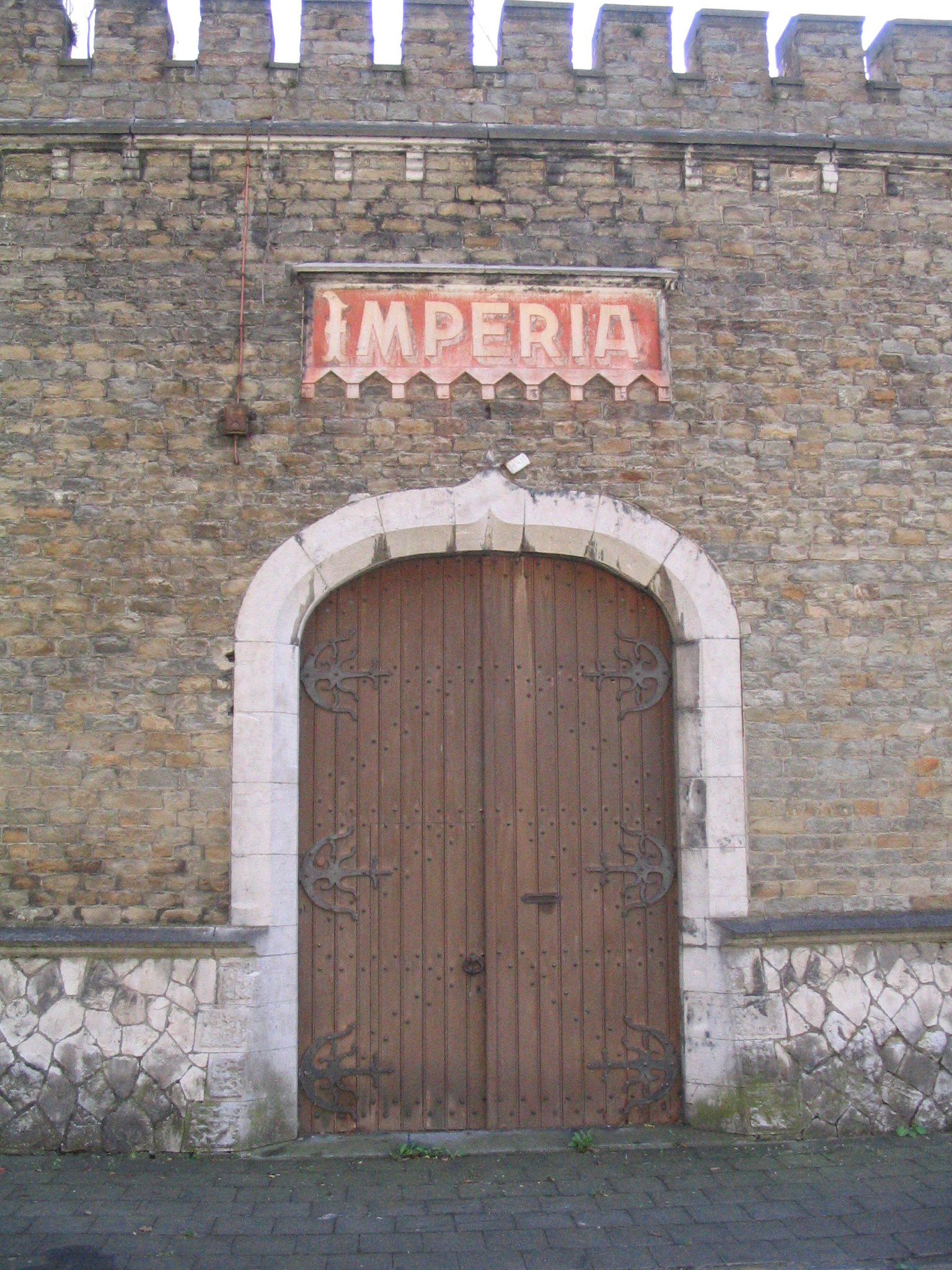
L'ingresso degli stabilimenti